# Kang Han-byeol
Kang Han-byeol (강한별?, Gang Han-byeolLR, Kang Han-pyŏlMR; Anyang, 3 giugno 2002) è un attore sudcoreano.

## Filmografia

### Cinema
- Bunt, regia di Park Gyu-tae (2007)

### Televisione
- Dae-wang Sejong – serie TV (2008)
- Beethoven Virus – serie TV (2008)
- Yeon-ae gyeolhon – serie TV (2008)
- Kkotboda namja – serie TV (2009)
- Salmat namnida – serie TV (2009)
- Baram bur-eo joh-eunnal – serie TV (2010)
- Geunchogo wang – serie TV (2011)
- Tae-yang-ui sinbu – serie TV (2011)
- The King 2 Hearts – serie TV (2012)
- Ma-ui – serie TV (2012)
- Guam Heo Jun – serie TV (2013)
- Byeorak maj-eun munbanggu - serie TV (2013-2014)
- Orange Marmalade – serie TV (2015)